# Viscum longipetiolatum
Viscum longipetiolatum är en sandelträdsväxtart som beskrevs av Simone Balle. Viscum longipetiolatum ingår i släktet mistlar, och familjen sandelträdsväxter. Inga underarter finns listade i Catalogue of Life.